# 美國國家資訊標準組織
美國國家資訊標準組織（National Information Standards Organization，簡稱NISO）是美國的非營利標準制定組織，發展、維持並出版有關於出版業、書目與圖書館應用學的相關技術標準。其建立於1939年，在1983年被併為非營利組織，並且在1984年改為如今的名稱。

## 組織
NISO有兩種會員，「投票會員」與「圖書館標準同盟」。在2016年一月，「投票會員」包括77家大公司，大多數為出版商以及像是美國圖書館協會這樣的大型圖書館組織。投票會員選出董事，並對標準進行評論和投票。而圖書館標準同盟包含135個成員，主要是大學和大型公共圖書館。圖書館成員可以免費存取NISO的網路研討會。
托德·卡彭特在2006年被選為執行董事。Mulberry Technologies的主席湯米·厄斯汀被選為2016到2017年的NISO主席。

## 工作
NISO獲美國國家標準協會認證，且被指定代表美國出席國際標準化組織的第46次技術會議，主要關於資訊和文檔。2008年，NISO被指定為代表美國國家標準協會對於該會議的第九項次會議「識別與描述」的祕書處。
NISO批准的標準由美國國家標準協會發布。不同於其他的美國國家標準協會標準，所有的NISO標準以及實作都免費公布於官網上。
NISO標準的名稱始於「ANSI/NISO Z39.」，讀作「Zee/Zed thirty nine dot」。
NISO標準的例子包括：
- Z39.2 (MARC standards for bibliographic records)
- Z39.29-2005 (R2010) (Bibliographic References)
- Z39.5 (journal title abbreviations, resulting in the 1969 publication of the American National Standard for the Abbreviation of Titles of Periodicals)[6]
- Z39.50 (a protocol for accessing bibliographic databases)
- Z39.83 (Circulation Interchange Protocol for library catalogue data exchange)
- Z39.84 (Digital object identifier)
- Z39.86 (Specifications for the Digital Talking Book: DAISY Digital Accessible Information SYstem)
- Z39.87 (Technical Metadata for Digital Still Images - MIX)
- Z39.88 (OpenURL)

除了格式標準，NISO也出版推薦作法、技術回報與其他共識文檔，並提供圖書館人和資訊專業人持續性的教育。資訊標準季刊（Information Standards Quarterly，簡稱ISQ）是NISO的雜誌，自從2011年起可透過開放獲取在網路上獲得。

## 外部連結
- 官方网站